# Terremoto de Ludian de 2014
El terremoto de Ludian de 2014 azotó el condado de Ludian, Yunnan, China, con una magnitud de momento de 6,1 el 3 de agosto de 2014. El terremoto mató al menos a 617 personas e hirió al menos a otras 2400. Al 5 de agosto de 2014, 112 personas siguen desaparecidas. Más de 12.000 casas se derrumbaron y 30.000 sufrieron daños. Según el Servicio Geológico de los Estados Unidos, el terremoto ocurrió a 29 km al oeste-suroeste de la ciudad de Zhaotong a las 16:30 hora local.

## Historia
El terremoto tuvo lugar a las 16:30 hora de Pekín (08:30 UTC) el 3 de agosto de 2014. El epicentro se situó cerca de Wanping, en la provincia de Yunnan, China, que está a unos 18 km de Zhaotong. La magnitud del terremoto fue de 6.1 grados en la escala de Richter y con una intensidad de hasta VII Mercalli.

### Consecuencias
El sismo dejó saldo de 615 muertos, más de 3100 heridos y daños muy graves. Las autoridades chinas anunciaron que los muertos podrían ser más de un centenar.
Los accesos por carretera a varios poblados del condado de Ludian cercanos al epicentro, fueron bloqueadas, y se informaron sobre colapsos en 12.000 viviendas y daños en otras 30.000. El 80% de los edificios del lugar quedaron destruidos. También se reportaron 180 desaparecidos. Efectivos de la Policía y de servicios de socorro fueron desplazados a las zonas afectadas, y trasladaron miles de tiendas de campaña, camas desplegables, mantas y ropa de abrigo.
Según el diario South China Morning Post, el temblor se sintió en ciudades cercanas, como la capital de Yunnan, Kunming, y también en Chongqing, Leshan y Chengdu en la provincia vecina de Sichuan.
El fuerte terremoto causó un deslizamiento de tierra en un río de montaña formando un lago. cerca del pueblo de Hunshiyan. Debido al peligro por su posible desbordamiento, cientos de personas fueron evacuadas.

## Sismicidad
El terremoto fue el resultado de una falla de desgarre, cuyo plano de falla tuvo un rumbo suroeste-noreste. Debido a la compleja interacción entre la placa euroasiática y la placa indo-australiana, muchas fallas normales y de desgarre superficiales están presentes tanto en el sudoeste de China y la vecina Birmania. Eventos similares se han producido en los últimos años debido a la falla transcurrente en las regiones cercanas, como el evento de 6,9 grados en Brimania en 2011.